# Bryania bipunctata
Bryania bipunctata är en tvåvingeart som beskrevs av Aldrich 1931. Bryania bipunctata ingår i släktet Bryania och familjen smalvingeflugor. Inga underarter finns listade i Catalogue of Life.